# Копито
Копито (на латински: ungula) се нарича повърхностния рогов израстък, подлежащите тъкани и кости намиращи се на върха на крайниците при някои растителноядни и всеядни бозайници. Най-външната му обвивка се нарича копитна капсула. Тя представлява кератиново образувание и е форма на видоизменен нокът. Подобно на ноктите тя също расте през живота на животните, а долната ѝ част се изтърква при ходене. Еволюцията при някои от видовете е протекла в насока на стъпване върху върха на пръстите на крайниците. Постепенно крайните пръсти рудиментирали и останали най-силните, върху които животното да стъпва и да се придвижва. При някои бозайници най-добре са се развили 3 и 4 пръст за сметка на постепенно рудиментиращите 1, 2 и 5 пръст. От тях са се обособили днешните чифтокопитни животни. При еднокопитните най-добре се е развил 3 ти пръст, а останалите буквално изчезнали в хода на еволюцията. Въз основа на диференциацията на пръста костите на крайниците се видоизменили и заякнали. Най-много това се е отразило на най-крайната фаланга, която участва в изграждането на копитото. Тя е придобила конична форма и е със здрава костна структура, която да издържи натоварването от страна на тялото. Между костта и копитната капсула се е обособила зона, която да понася вибрациите и тежестта на организма. Зоната е изключително добре кръвоснабдена и инервирана. Копитната капсула има няколко повърхности и обвива изцяло върха на пръста. В резултат на дивергенцията при еволюцията са се обособили две основни форми на копита.
Основната функция на копитата е да понасят тежестта на организма, да служат като ресор при движението и да понасят прякото съприкосновение с неравната земна повърхност. При промяна на условията и начина на живот е възможно да се появят функционални изменения водещи до заболявания на копитото. Те са предимно от травматичен характер и в резултат на недостатъчно движение, при което копитната капсула да се изтърква. По този начин тя надраства нормалните си размери и поражда промени в постановката на краката и походката. Обикновено заболяванията на копитата се демонстрират с куцота, оток, болезненост и темперираност в областта на копитото.
При еднокопитните каквито са коня и магарето копитната капсула бързо се изтърква в резултат на ходенето им върху твърди неравни повърхности и превозването на големи тежести. Това е наложило поставянето на подкова върху долната част на копитната капсула. По този начин се изтърква металната подкова и се запазва капсулата.
В случай на надрастване на копитната капсула над допустимите размери се налага тя да бъде подрязвана. Обикновено това става с копитно ножче и се извършва в случаи на недостатъчно изтъркване на копитната капсула или при подмяна на подковата.